# Майкараган
Майкарага́н, или волгуне́ц (лат. Calóphaca) — род кустарников и кустарничков, включённый в семейство Бобовые (Fabaceae).

## Научное название
Название рода было впервые употреблено Фёдором Богдановичем Фишером в 1812 году, однако он не снабдил его описанием. Это название образовано от др.-греч. καλός — «прекрасный» и φακή — «боб».

## Ботаническое описание
Представители рода — кустарники и кустарнички.
Листья пальчато-рассечённые на нечётное количество листочков. Листочки расположены в 3—13 парах, кожистые, продолговатые, с цельным краем. Прилистники кожистые, плёнчатые.
Соцветия кистевидные, с большим количеством жёлтых цветков. Прицветники в количестве двух. Чашечка цветка трубчато-колокольчатой формы, опушённая или голая. Завязь сидячая. Пестик с шероховатым столбиком.
Плод — прямой узко-продолговатый волосистоопушённый боб, створки которого при созревании закручиваются, выпуская семена. Семена почковидной формы, до 6 мм длиной.
Число хромосом — 2n = 16, 32.

## Ареал
Все виды рода распространены в Азии, наибольшее разнообразие наблюдается в Средней Азии.

## Таксономия
|  |                                      |  |                                                         |                                                         |                   |  | ещё 13 семейств (согласно Системе APG III) | ещё 13 семейств (согласно Системе APG III) |                                         |  |  |  | ещё 27 триб | ещё 27 триб    |               |  |  |  |  |
|  |                                      |  |                                                         |                                                         |                   |  | ещё 13 семейств (согласно Системе APG III) | ещё 13 семейств (согласно Системе APG III) |                                         |  |  |  | ещё 27 триб | ещё 27 триб    | около 9 видов |  |  |  |  |
|  |                                      |  |                                                         | порядок Бобовоцветные                                   |                   |  |                                            |                                            | подсемейство Мотыльковые                |  |  |  |             | род Майкараган |               |  |  |  |  |
|  |                                      |  |                                                         | порядок Бобовоцветные                                   |                   |  |                                            |                                            | подсемейство Мотыльковые                |  |  |  |             | род Майкараган |               |  |  |  |  |
|  | отдел Цветковые, или Покрытосеменные |  |                                                         |                                                         | семейство Бобовые |  |                                            |                                            | триба Копеечниковые                     |  |  |  |             |                |               |  |  |  |  |
|  | отдел Цветковые, или Покрытосеменные |  |                                                         |                                                         |                   |  |                                            |                                            |                                         |  |  |  |             |                |               |  |  |  |  |
|  |                                      |  | ещё 58 порядков цветковых растений (по Системе APG III) | ещё 58 порядков цветковых растений (по Системе APG III) |                   |  |                                            | подсемейства Цезальпиниевые и Мимозовые    | подсемейства Цезальпиниевые и Мимозовые |  |  |  | ещё 9 родов | ещё 9 родов    |               |  |  |  |  |
|  |                                      |  |                                                         | ещё 58 порядков цветковых растений (по Системе APG III) |                   |  |                                            |                                            | подсемейства Цезальпиниевые и Мимозовые |  |  |  |             | ещё 9 родов    |               |  |  |  |  |

### Виды
По информации базы данных The Plant List, род включает 9 видов:
- Calophaca chinensis Boriss., 1961
- Calophaca grandiflora Regel, 1886 — Майкараган крупноцветковый
- Calophaca pskemica Gorbunova, 1976
- Calophaca reticulata Sumnev., 1955
- Calophaca sericea B.Fedtsch. ex Boriss., 1933 — Майкараган шелковистый
- Calophaca sinica Rehder, 1933
- Calophaca soongorica Kar. & Kir., 1841 — Майкараган Ховена
- Calophaca tianschanica (B.Fedtsch.) Boriss., 1933 — Майкараган тяньшанский
- Calophaca wolgarica (L.f.) Fisch. ex DC., 1825 — Майкараган волжский